# Страуме, Вилнис Фриц
Вилнис Фриц Страуме (латыш. Vilnis Straume, 20 ноября 1937 — 2 июня 2019) — советский латвийский футболист, защитник.
Начал заниматься спортом на стадионе «Локомотив» в рижском районе Торнякалнс, занимался лыжным спортом, а также у тренера Алексея Аузиньша футболом и хоккеем. Проходя армейскую службу, выступал за «Красный металлург» и «Динамо» Рига, в составе которого стал обладателем Кубка Латвийской ССР в 1957 году.
Всю карьеру в командах мастеров провёл в рижском клубе «Даугава»/«Даугава-РВЗ»/«Даугава-РЭЗ». В 1956—1959 в классе «Б» сыграл 104 матча и вышел с командой в класс «А», где за три сезона провёл 79 игр, после чего во второй группе класс «А» в 1963—1966 годах в 125 матчах забил один гол.
В честь французского футболиста Робера Жонке имел в команде прозвище Джонни (латыш. Džonīts).
В составе сборной Латвийской ССР занял 9 место на Спартакиаде народов СССР 1956 года.
После окончания футбольной карьеры получил образование в области пищевых технологий, работал шеф-поваром в различных ресторанах Риги, возглавлял кейтеринговые компании.